# Любовное гнёздышко (фильм, 1951)
«Любовное гнёздышко» (англ. Love Nest) — американский фильм 1951 года в жанре комедийной драмы, поставленный режиссёром Джозефом М. Ньюманом. Главные роли в нём сыграли Джун Хэвер, Уильям Ландигэн, Фрэнк Фэй и Мэрилин Монро.
В этой послевоенной комедии Мэрилин Монро играет роль второго плана, а телеведущий Джек Паар снимался здесь ещё до начала своей телевизионной карьеры. Также это последнее появление актёров Фрэнка Фэя и Леатрис Джой в кино.
Название картины заимствовано из известной песни «Love Nest». Композиция поется хором во время вступительных титров а также использовалась в качестве музыкальной темы для Шоу Джорджа Бёрнса и Грейси Аллен как на радио, так и на телевидении.

## Сюжет
Вернувшись из армии к любимой жене, журналист и писатель Джим Скотт обнаружил, что жена решила приобрести полуподвальное помещение, чтобы создать в нём уютное «любовное гнёздышко». Но всё оказывается не так просто! На молодожёнов сваливаются заботы и проблемы связанные с ремонтом внутреннего убранства бывшего подвала, который использовался для хранения угля. Зато в новом доме молодых окружают очень милые соседи, а особенно хороша белокурая Роберта, которая охотно строит глазки Скотту. Пока идёт благоустройство «гнёздышка», Чарли Паттерсон, профессиональный брачный аферист, вовлекает всех жителей дома в свои аферы…

## В ролях
| Актёр           | Роль                    |
| --------------- | ----------------------- |
| Джун Хэвер      | Конни Скотт             |
| Уильям Ландигэн | Джим Скотт              |
| Фрэнк Фэй       | Чарли Паттерсон         |
| Мэрилин Монро   | Роберта «Бобби» Стивенс |
| Джек Паар       | Эд Форбс                |
| Леатрис Джой    | Иди Гейнор              |
| Генри Калки     | Джордж Томпсон          |

## Восприятие
Фильм получил смешанные отзывы от критиков. Variety в своём обзоре на него написали следующее: «В сценарии всего несколько свежих строк и ситуаций, и их недостаточно, чтобы добавить изюминку довольно “устаревшей“ теме, как бы актёры ни старались поддерживать смех… Мэрилин Монро брошена в этот фильм, чтобы вызвать зависть между домовладельцами… Надзор за производством продюсера Жюля Бака достаточен для физической полировки, но ему не хватает сюжета и руководства по сценарию».
Film Daily так прокомментировали картину:
«“Любовное гнёздышко“ представляет собой мягкую разновидность комедии, которая получает значительную поддержку от талантливого Фрэнка Фэя. Он редко появляется в кадре и показывается здесь как сердцеед, бойкий и ультра изощрённый, удобный, с нужным словом в нужный момент. В фильме также присутствует Леатрис Джой, придающая ему зрелой теплоты. Мэрилин Монро как всегда прекрасна, в то время как Уильям Ландигэн и Джун Хэвер скучно играют в супружескую пару, обеспокоенную своим скрипучим домом».